# Martin Jenkins Crawford

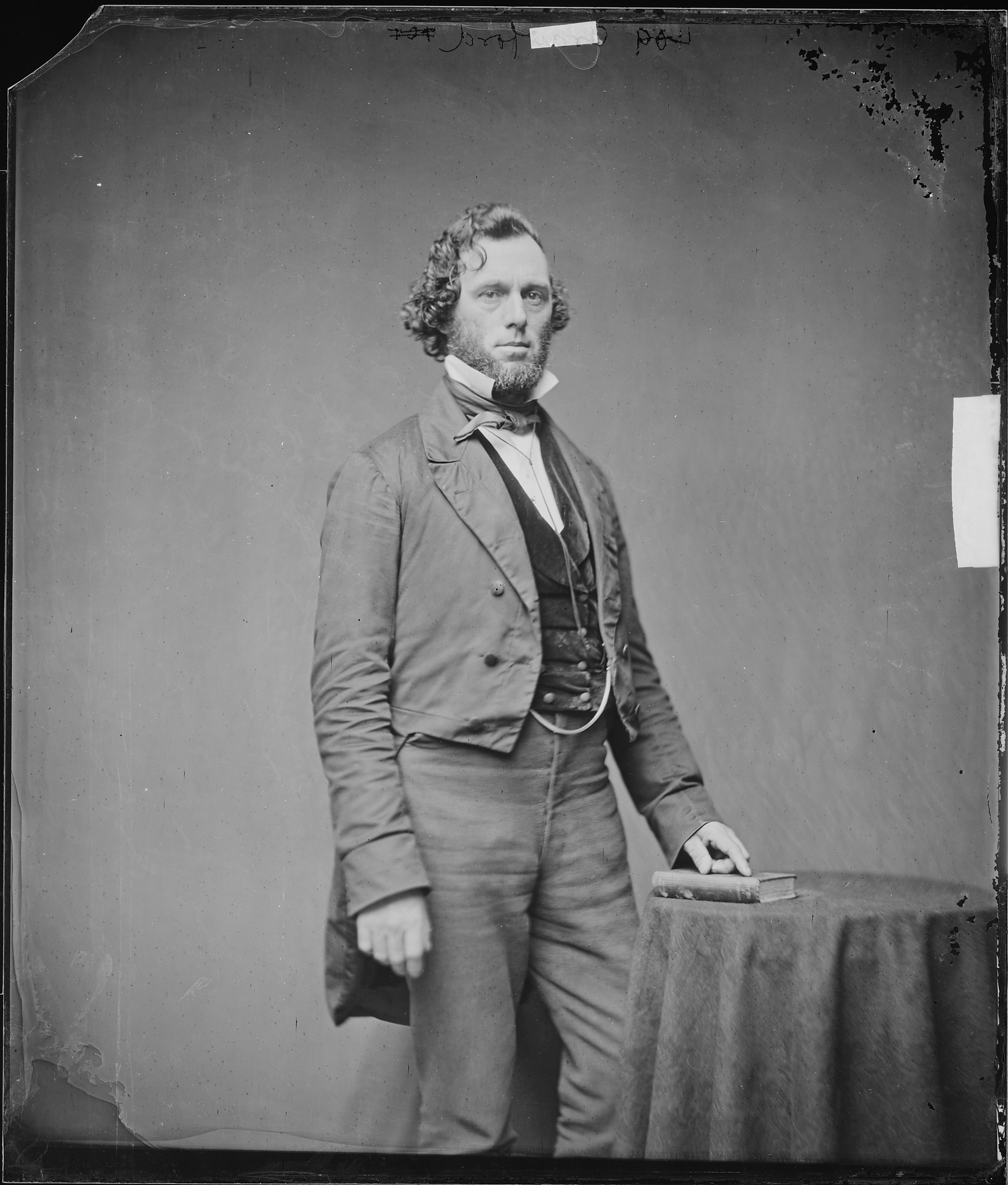
Martin Jenkins Crawford

Martin Jenkins Crawford (* 17. März 1820 im Jasper County, Georgia; † 23. Juli 1883 in Columbus, Georgia) war ein US-amerikanischer Politiker der Demokratischen Partei.

## Werdegang
Martin Jenkins Crawford besuchte das Brownwood Institute und die Mercer University in Macon. Danach studierte er Jura, bekam 1839 seine Zulassung als Anwalt und eröffnete eine eigene Praxis in Hamilton. Außerdem betätigte er sich in der Landwirtschaft.
Crawford beschloss 1845 eine politische Laufbahn einzuschlagen, indem er in das Repräsentantenhaus von Georgia gewählt wurde, wo er bis 1847 verblieb. Anschließend zog er 1849 nach Columbus. Ferner war er ein Mitglied des Südstaatenkonvents im Mai 1850 in Nashville. Danach war er Richter am Kreisgericht (Superior Court) des Chattahoochee-Bezirks, wo er seit dem 1. Februar 1854 bis November 1854 tätig war. Anschließend kandidierte er als Demokrat für den 34. Kongress und siegte, ebenso die zwei nachfolgenden Male.
Er saß vom 4. März 1855 bis zum 23. Januar 1861 im Kongress, als er wegen der Sezession von Georgia zurücktrat. Daraufhin zog er als Deputierter in den provisorischen Konföderiertenkongress ein, wo er von Januar 1861 bis zum 22. Februar 1862 verblieb. Konföderiertenpräsident Jefferson Davis ernannte ihn zum Sonderbevollmächtigten der Regierung in den Vereinigten Staaten in Washington. Im Mai 1862 errichtete er das 3. Georgia Kavallerieregiment und diente ein Jahr mit diesem. Danach wurde er dem Stab von Generalmajor Howell Cobb zugeteilt, wo er bis zum Ende des Bürgerkrieges war. Später wurde er als Richter an das Kreisgericht von Chattahoochee-Bezirks berufen, um die freie Stelle zu besetzen, die durch den Rücktritt von Richter James Johnson am 1. Oktober 1875 entstanden war. Crawford wurde 1877 wieder ernannt und war bis zum 9. Februar 1880 dort tätig, als er selbst zurücktrat, um am 10. Februar 1880 einen freien Platz am Supreme Court of Georgia zu besetzen. Er wurde wieder ernannt und war bis zu seinem Tod am 23. Juli 1883 in Columbus dort tätig. Er wurde auf dem Linnwood Cemetery beigesetzt.